# Lohaynny Vicente
Lohaynny Caroline de Oliveira Vicente (* 2. Mai 1996) ist eine brasilianische Badmintonspielerin. 

## Karriere
Lohaynny Vicente gewann von 2008 bis 2011 insgesamt acht Medaillen bei den Junioren-Badmintonpanamerikameisterschaften. Bei den Panamerikanischen Spielen 2011 wurde sie Fünfte im Einzel und Neunte im Doppel. Im gleichen Jahr gewann sie die Carebaco-Meisterschaft gemeinsam mit ihrer Schwester Luana Vicente.

## Sportliche Erfolge
| Saison | Veranstaltung                             | Disziplin   | Platz | Name                             |
| ------ | ----------------------------------------- | ----------- | ----- | -------------------------------- |
| 2010   | Panamerikameisterschaft U15               | Dameneinzel | 2     | Lohaynny Vicente                 |
| 2011   | Panamerikameisterschaft U17               | Dameneinzel | 2     | Lohaynny Vicente                 |
| 2011   | Panamerikanische Spiele                   | Dameneinzel | 5     | Lohaynny Vicente                 |
| 2011   | Panamerikanische Spiele                   | Damendoppel | 9     | Lohaynny Vicente / Luana Vicente |
| 2011   | Carebaco-Meisterschaft                    | Damendoppel | 1     | Lohaynny Vicente / Luana Vicente |
| 2011   | Carebaco-Meisterschaft                    | Dameneinzel | 1     | Lohaynny Vicente                 |
| 2011   | Mexico International                      | Damendoppel | 1     | Lohaynny Vicente / Luana Vicente |
| 2013   | Junioren-Badmintonpanamerikameisterschaft | Dameneinzel | 1     | Lohaynny Vicente                 |
| 2013   | Mexico International                      | Dameneinzel | 1     | Lohaynny Vicente                 |
| 2013   | Mexico International                      | Damendoppel | 1     | Paula Pereira / Lohaynny Vicente |
| 2014   | Mercosul International                    | Damendoppel | 1     | Lohaynny Vicente / Luana Vicente |